# Landeskommission (Königreich Sachsen)
Die Königlich Sächsische Landeskommission führte von 16. Juni bis Oktober 1866 nach der Flucht von König Johann im Deutschen Krieg in dessen Auftrag die Regierungsgeschäfte im Königreich Sachsen. Unter ihrer Führung arbeiteten während der preußischen Besetzung des Landes die bisherigen Ministerien weiter. Mit bestimmten Einschränkungen (z. B. Angelegenheiten der Armee, königlicher Besitz, außenpolitische Verhandlungen) nahm sie dabei auch die Entscheidungskompetenz des Königs wahr. Sie bestand aus den bisherigen Ministern von Falkenstein (Kultus) und von Friesen (Finanzen), dem Präsidenten des Appellationsgerichts Schneider und dem Generalleutnant, Generaladjutanten und Oberstallmeister von Engel. Während ihrer Amtszeit musste sie sich des Drucks der preußischen Besatzungsmacht und des preußischen Zivilkommissars zur wirtschaftlichen Ausplünderung des Landes erwehren.
| Amt                             | Name                                                                                              |
| ------------------------------- | ------------------------------------------------------------------------------------------------- |
| Mitglieder der Landeskommission | Johann Paul von Falkenstein Richard von Friesen Robert Schneider Carl August Maximilian von Engel |